# My Ship
«My Ship» (с англ. — «Мой корабль») — популярная песня, написанная для бродвейского мюзикла 1941 года «Леди в темноте». Автором музыки является Курт Вайль, автором слов — Айра Гершвин.
Музыка помечена как «Andante espressivo»; Гершвин описывает её как «оркестрованную Куртом, временами звучащую мило и просто, а временами таинственно и угрожающе».
Премьера состоялась в исполнении Гертруды Лоуренс в роли Лайзы Эллиот, редактора модного журнала. В контексте шоу песня звучит в последовательности, в которой Эллиотт в «психоанализе» вспоминает песню рубежа веков, которую она знала в детстве.
Песня не была включена в голливудский фильм 1944 года «Леди в темноте», факт, который Айра Гершвин счел необъяснимым: «Позже, когда снимали «Леди в темноте», в сценарии было много отсылок к песне. Но по какой-то непостижимой причине сама песня — такая же важная для этой музыкальной драмы, как украденное ожерелье или пропавшее завещание к мелодраме — была опущена. Хотя фильм имел финансовый успех, зрители, очевидно, были озадачены или чувствовали себя разбитыми, или что-то в этом роде, потому что в колонках новостей о кино стали появляться статьи, в которых упоминалось, что песня, часто упоминаемая в Lady in the Dark, была «My Ship». Я представляю Голливуд, поскольку более или менее посещаю кино с девяти лет; но бывают моменты…».
Впоследствии песню неоднократно перезаписывали другие исполнители, включая таких как Сара Вон, Джун Кристи, Дорис Дэй, Элла Фицджеральд и Джо Пасс, Джуди Гарленд, Лайза Миннелли, Сонни Роллинз, Оскар Питерсон и Нельсон Риддл, Кол Чейдер, Дайон Уорвик, Нэнси Уилсон и Кармен Макрей. В 2003 году Херби Хэнкок получил премию «Грэмми» за лучшее джазовое инструментальное соло за версию этой песни, выпущенную на альбоме Directions in Music: Live at Massey Hall.